# Laslov
Laslov (mađ. Szentlászló, nje. Senglasl) je selo u južnoj Mađarskoj.
Zauzima površinu od 14,06 km četvornih.

## Ime
Ime je dobilo prema ugarskom kralju Ladislavu I. (mađ. Laszlo).

## Zemljopisni položaj
Selo se pruža u smjeru sjever-jug.
Nalazi se na 46° 9' sjeverne zemljopisne širine i 17° 50' istočne zemljopisne dužine. Rašađ je 4,5 km zapadno, Gospojinci su 1 km sjeverno, Mamelik je 2,5 km istočno, Ibaba je 6 km istočno, Almáskeresztúr je 5 km jugoistočno, Možgov je 1,5 km južno, a Suliman je 1 km jugozapadno. Sjeverozapadno od sela se nalazi zaštićeni krajolik Želic. Uz samo to zaštićeno područje se nalazi naselje Kisszentlászló ("Mali Laslov").

## Upravna organizacija
Upravno pripada Sigetskoj mikroregiji u Baranjskoj županiji. Poštanski broj je 7936.

## Povijest
U prvoj polovici 18. stoljeća, selo je bilo mješovitog sastava: u njemu su živjeli Mađari i Hrvati. 1774. i 1784. – 1792. u ove krajeve su doseljeni Nijemci.
Nijemci su bili brojni i 1930-ih. Bilo ih je 751, a Mađara 105. Nakon 2. svjetskog rata njih 160 je preseljeno u DR Njemačku. Njihovo mjesto su zauzele osobe iz Našica u Hrvatskoj (ondašnja Jugoslavija) i Naszvada u ČSSR-u.

## Stanovništvo
Laslov ima 878 stanovnika (2001.). Većina su Mađari, a manjinsku samoupravu imaju Nijemci, koji čine 2%. Rimokatolika je preko 80%, a kalvinista je oko 5%.

## Vanjske poveznice
- Laslov na fallingrain.com